# Theologische Hochschule Elstal
Die Theologische Hochschule Elstal ist die theologische Ausbildungsstätte des Bundes Evangelisch-Freikirchlicher Gemeinden in Deutschland (BEFG). Sie wurde 1880 in Hamburg-Horn als Predigerseminar der deutschen Baptisten gegründet und trug später den Namen Theologisches Seminar des Bundes Evangelisch-Freikirchlicher Gemeinden. 1997 verlegte die Ausbildungsstätte ihren Sitz nach Wustermark-Elstal bei Berlin. 2015 erhielt sie die unbefristete Anerkennung als private Hochschule. Eng mit ihr verbunden ist das Oncken-Archiv des Bundes Evangelisch-Freikirchlicher Gemeinden.

## Geschichte

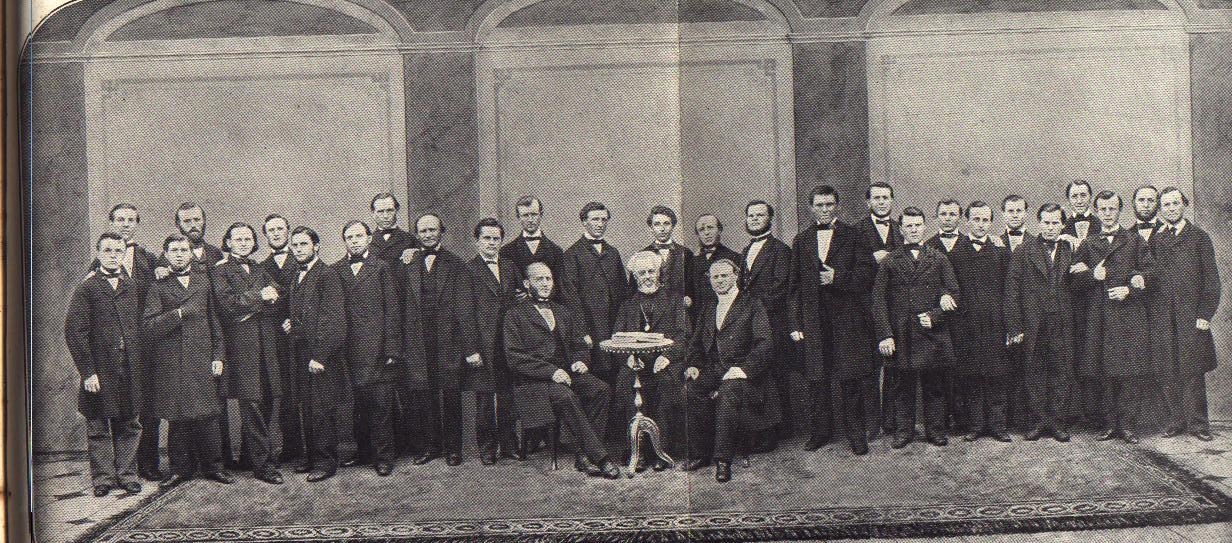
Studenten und Lehrer um 1865; sitzend v. l. n. r.: Julius Braun, Johann Gerhard Oncken, Julius Köbner

Predigerseminar Hamburg-Horn um 1888

Sogenannte „Halle“ des Predigerseminars (vor 1922)

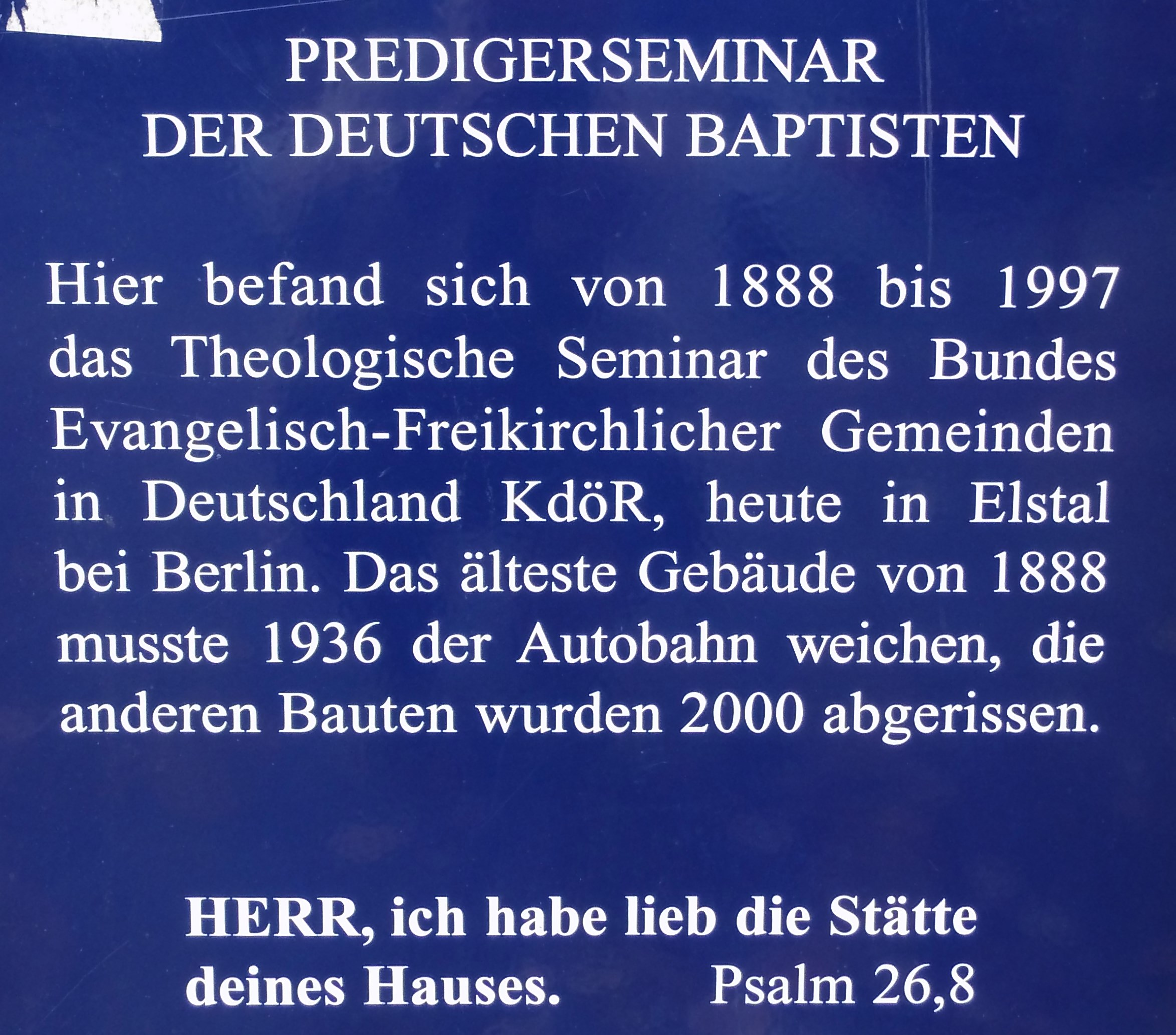
Gedenktafel am ehemaligen Standort des Theologischen Seminars in Hamburg-Horn, Rennbahnstraße 115

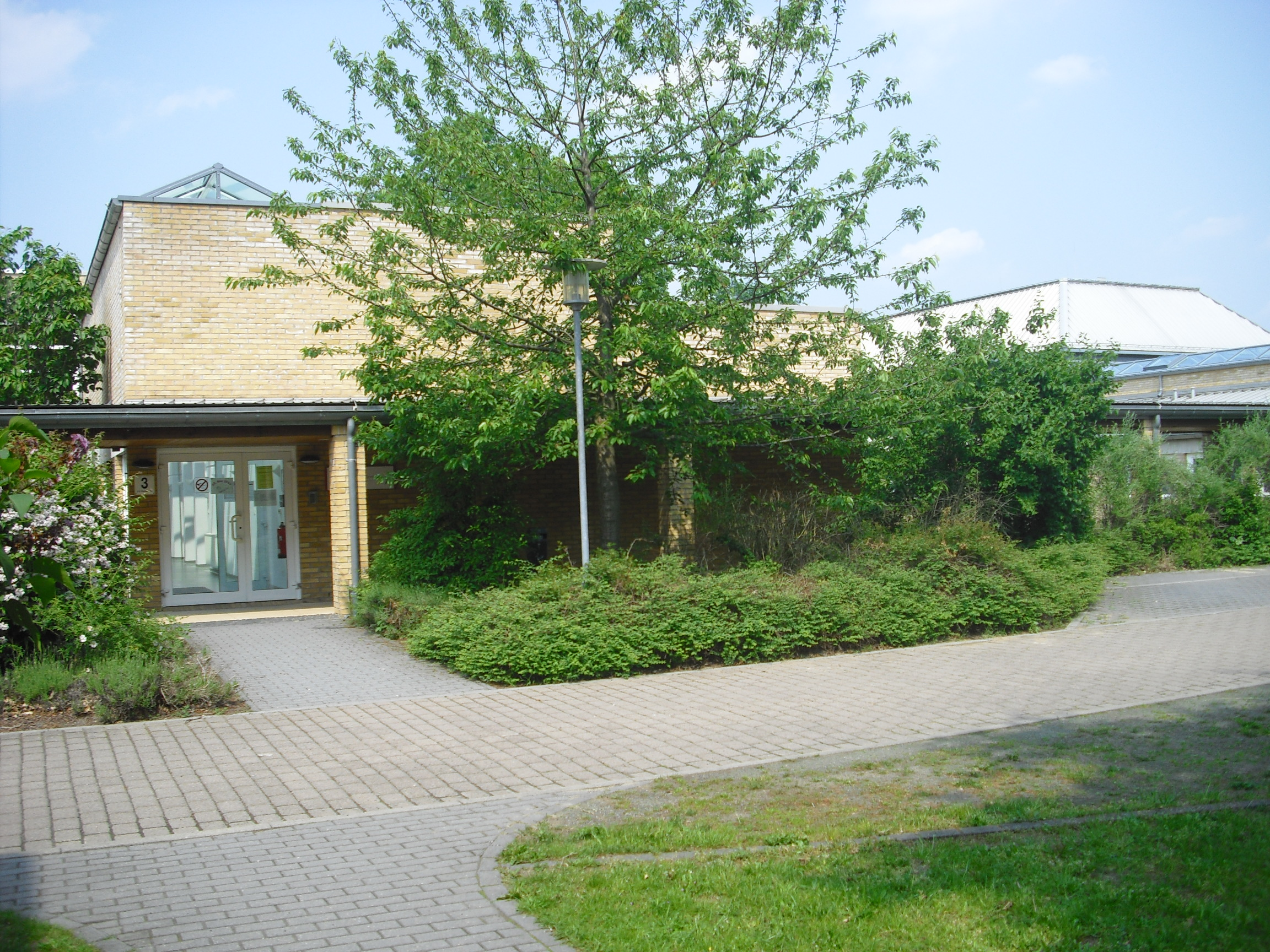
Theologische Hochschule Elstal

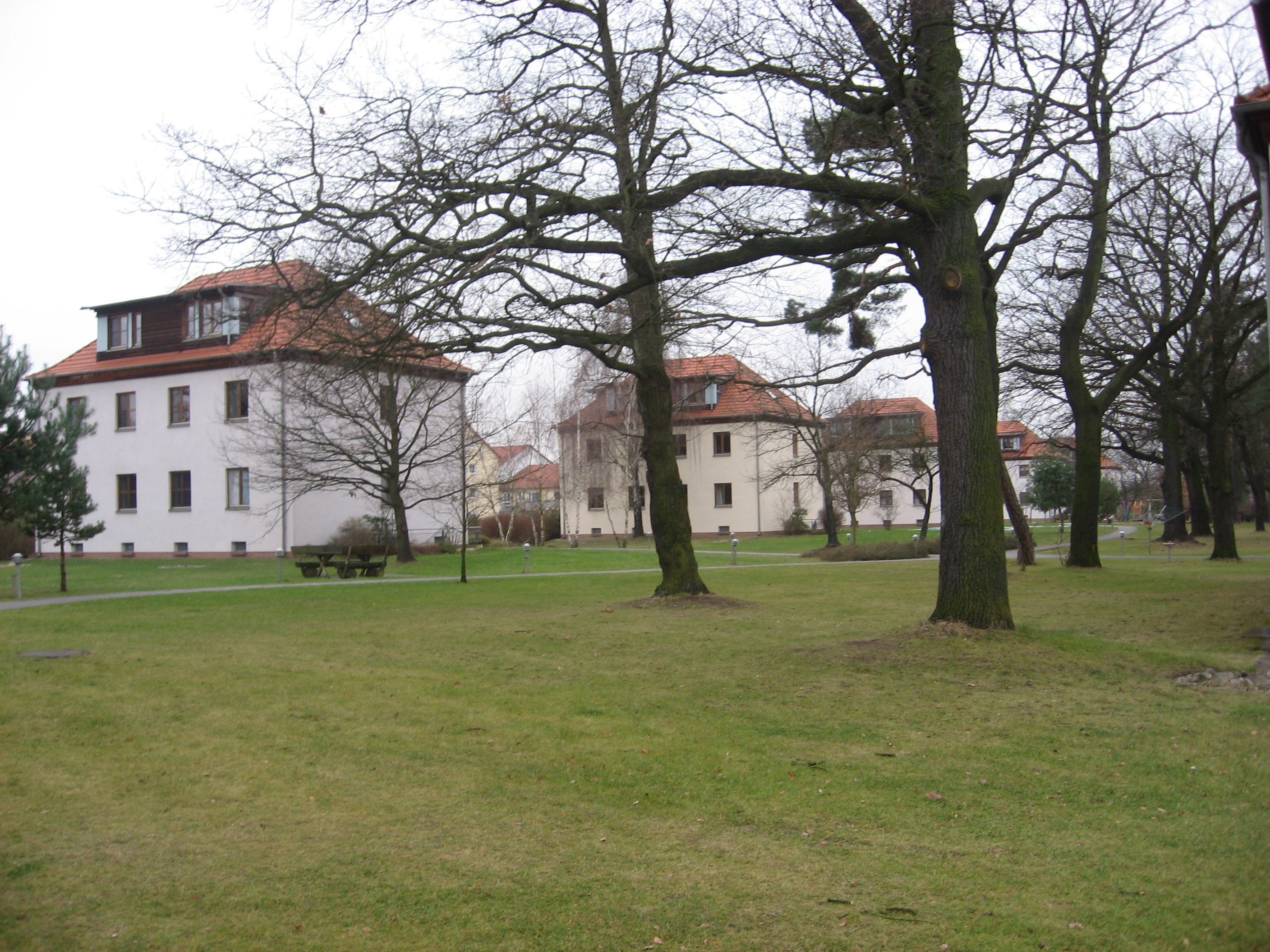
Studentenwohnungen auf dem Campus des Theologischen Seminars

Die Vorgeschichte des 1880 gegründeten Predigerseminars beginnt 1849, als die erste Bundeskonferenz der deutschen Baptistengemeinden die Ausbildung von so genannten „Missionsarbeitern“ beschloss.

### Hamburg, Böhmkenstraße
Im September 1849 begann der erste Kurs mit fünf Studierenden. Über Bedingungen und Inhalt eines Missionsarbeiterkurs, der Ende Februar 1859 begann, berichtete der Missionsschüler Eduard Scheve in seinen Tagebuchaufzeichnungen: Die 18 Schüler des Kurses bewohnten ein kleines Gartenhaus auf dem Grundstück der Baptistenkirche an der Hamburger Böhmkenstraße, wobei sich jeweils zwei ein Bett teilen mussten. Der Lehrsaal im ersten Stock des Gebäudes diente auch als Frühstücks- und Abendbrotmensa. Mittags aß man in einem nahen Speisehaus. Josef Lehmann war für den Unterricht in Kirchengeschichte und „verschiedenen anderen Fächern“ verantwortlich. Johann Gerhard Oncken gab in seinem Gartenhaus in Hamburg-Altona „von 10 bis 12 Uhr“ eine Einführung in das Matthäus-Evangelium. Sein Sohn Gerhard Oncken unterrichtete die englische Sprache und Jakob Braun Noten- und Gesangskunde. Ein Lehrer namens Hunde lehrte die deutsche Sprache und andere allgemeinbildende Fächer. Am 18. September 1859 wurde der Kurs mit einer Feier beschlossen. Von den 18 Schülern ordinierte Oncken zwölf Missionsschüler, fünf mussten eine weitere Probezeit absolvieren und einer kehrte in seinen Schuhmacherberuf zurück.
Die Baptistenkirche an der Böhmkenstraße wurde 1870 aufgestockt, wodurch zwei Lehrsäle und zehn Schlafräume entstanden. Rechtlich gegründet wurde das Prediger- und spätere Theologische Seminar 1880.

### Hamburg-Horn
Im September 1888 zog das Seminar in ein neues Gebäude in Hamburg-Horn an der Rennbahnstraße 115, nachdem bereits 1868 der Deutsch-Amerikaner August Rauschenbusch den Bau eines Seminargebäudes angeregt hatte. Das Grundstück war ein Geschenk des amerikanischen Industriellen John D. Rockefeller. Inzwischen gab es 44 Studenten, und die zweijährige Missionsarbeiter-Ausbildung war in ein vierjähriges Studium umgewandelt worden.
1915 öffnete nach zweijähriger Bauzeit ein neues Lehrgebäude seine Pforten. Bereits ein Jahr später musste das Seminar kriegsbedingt schließen. Erst im Januar 1919 konnte es seinen Lehrbetrieb wieder aufnehmen. 1926 wurden offizielle Abschlussprüfungen eingeführt. Im September desselben Jahres wurde die Studiendauer auf fünf Jahre verlängert. Die ersten beiden dienten vor allem dem Erlernen der alten Sprachen (Hebräisch und Griechisch) und der Einführung in die theologischen Wissenschaften, die nächsten drei dem Theologiestudium.
Im März 1935 musste das erste Seminargebäude (siehe Bild) dem Bau der Autobahn weichen. Zwei weitere Gebäude wurden dafür ersatzweise errichtet: das Studentenwohnheim und die Aula. 1936 erfolgte die Einweihung. Zum Sommersemester 1940 wurde ein slawischsprachiger Kurs für baptistische Studenten aus den von Deutschen besetzten Teilen Osteuropas eingerichtet. 11 Studenten nahmen daran teil.
1941, 1942 und 1943 trafen bei Luftangriffen mehrere Bomben das Seminargebäude. Bei der „Operation Gomorrha“, den Großangriffen der Alliierten auf Hamburg, wurde das Gebäude in den Tagen und Nächten vom 25. bis zum 29. Juli 1943 total zerstört.

### Wiedenest
Im September 1943 verlegte das Theologische Seminar seine Unterrichtsarbeit nach Wiedenest in die Bibelschule der Brüdergemeinden. Die Gestapo schloss 1944 die Wiedenester Einrichtung; die Studenten und Bibelschüler wurden als Arbeiter in der Bergneustädter Rüstungsindustrie dienstverpflichtet.

### Neuanfang in Hamburg
1948 kehrte das Seminar nach Hamburg-Horn zurück. Mit Unterstützung des britischen Baptistenbundes wurden die Kriegsschäden beseitigt. Das Theologische Seminar stellte sich in den Dienst der Völkerverständigung und lud zu internationalen Studententagungen ein. Zwischen der Evangelischen Fakultät der Universität Hamburg und dem Theologischen Seminar entwickelte sich eine enge Zusammenarbeit.
1959 wurde für die DDR ein eigenes Theologisches Seminar eröffnet. Acht Studierende sowie zwei hauptamtliche Lehrkräfte begannen am 14. Oktober 1959 mit dem Unterrichtsbetrieb in der Kleinstadt Buckow in einem Haus des Diakoniewerks Bethel.
Studenten aus der UdSSR erhielten Ende der 1960er Jahre die Möglichkeit, mit einem theologischen Aufbaukurs am Seminar Hamburg zu beginnen; in der Zeit des Kalten Krieges war dies ein außergewöhnliches Ereignis.

### Zusammenlegung der Seminare Hamburg und Buckow
Nach der deutschen Wiedervereinigung vereinigten sich auch die getrennten freikirchlichen Gemeindebünde, darunter auch die Theologischen Seminare Buckow und Hamburg-Horn, was eine Erweiterung des Raumangebotes notwendig machte.

### Wustermark-Elstal
Nach langjährigen Überlegungen entschloss sich der Bund Evangelisch-Freikirchlicher Gemeinden, die Kirschsteinsiedlung in Elstal aufzukaufen, zu einem Bildungszentrum umzubauen und 1997 dann schließlich dorthin umzuziehen. Die alten Hamburger Seminargebäude an der Rennbahnstraße wurden abgebrochen; an ihrer Stelle entstand ein neuer Discountmarkt.

Ehemaliges Logo des Theologischen Seminars Elstal (Fachhochschule)

Vom Beginn des Wintersemesters 1997 bis Ende des Wintersemester 2015 nannte sich die Einrichtung Theologisches Seminar Elstal. Am 1. Oktober 2003 wurde sie als Fachhochschule staatlich anerkannt.
Die zunächst auf fünf Jahre befristete Akkreditierung durch den Wissenschaftsrat erfolgte auf dessen Sitzung vom 11. bis zum 13. Juli 2007. Die Befristung entsprach nach den damals geltenden Akkreditierungsregeln des Wissenschaftsrates der höchstmöglichen Akkreditierungsdauer für „neuerrichtete Hochschulen“. Gemäß Wissenschaftsrat bildet das Theologische Seminar Elstal „vorrangig pastorales Personal für die eigene Kirche aus“; die „theologische Arbeit“ sei „auf die Erfordernisse der freikirchlichen Gemeindepraxis fokussiert“. Am 28. Januar 2013 reakkreditierte der Wissenschaftsrat das Theologische Seminar Elstal für weitere fünf Jahre, mit der Option einer Verlängerung auf zehn Jahre, sollte es die im Akkreditierungsbescheid genannten Auflagen innerhalb von drei Jahren erfüllen. Das Akkreditierungsverfahren war abgeschlossen, als Sabine Kunst, die Brandenburgische Ministerin für Wissenschaft, Forschung und Kultur, der Elstaler Einrichtung als erster privaten Hochschule des Landes am 22. Oktober 2015 eine Urkunde über die unbefristete staatliche Anerkennung überreichte.
Seit dem Wintersemester 2010/11 gibt es einen neuen Masterstudiengang „Freikirchliche Diakonie“. Dieser soll Studierende, die bereits über einen berufsqualifizierenden Bachelor-Abschluss im sozialwissenschaftlichen Bereich verfügen, auf den diakonischen Dienst in freikirchlichen Gemeinden vorbereiten.
Nach der erneuten Anerkennung durch den Wissenschaftsrat als Fachhochschule wurde die Ausbildungsstätte der Freikirche im April 2015 in Absprache mit deren Präsidium in die heutige Bezeichnung umbenannt. Das Ministerium für Wissenschaft, Forschung und Kultur des Landes Brandenburg in Potsdam genehmigte diese Entscheidung.

## Studium
In seiner Stellungnahme zur Akkreditierung bezog sich der Wissenschaftsrat auch auf die theologische Arbeitsweise der Hochschule:
„Die Hochschule nimmt zudem eine offene Position hinsichtlich der Rezeption allgemein anerkannter wissenschaftlicher Methoden in die eigene theologische Arbeit ein. Dies betrifft beispielsweise das Einbeziehen historisch-kritischer Fragestellungen bei der Analyse der biblischen Schriften.“

### Fächer
- Altes Testament
- Neues Testament
- Kirchengeschichte
- Systematische Theologie
- Praktische Theologie
- Missiologie und Diakonik

### Studiendauer und Abschlüsse
Studierende können innerhalb von sechs Semestern einen Bachelorabschluss in Evangelischer Theologie erwerben. Darauf aufbauend kann ein viersemestriger Masterstudiengang in Evangelischer Theologie absolviert werden. Der Erwerb des Masterabschlusses ist eine der Voraussetzungen, um Pastorin bzw. Pastor des BEFG werden zu können. Daneben wird ein viersemestriger Masterstudiengang in Diakonie und Sozialtheologie angeboten, der gemeinsam mit einem sozialwissenschaftlichen Bachelorabschluss zur Tätigkeit als ordinierte Diakonin oder Diakon im Bund Evangelisch-Freikirchlicher Gemeinden sowie anderen Freikirchen befähigt.

### Studienkosten
Die Semestergebühren belaufen sich pro Semester auf 360,– Euro. Studierende der Hochschule haben die Möglichkeit einen ehrenamtlichen „Campusdienst“, zum Beispiel als Hilfskraft in der Bibliothek, im Archiv, für die Öffentlichkeitsarbeit oder Dozierende, zu absolvieren. Dieser wird als Ehrenamtspauschale verrechnet und mit 12,- Euro pro Stunde vergütet. Wer in Vollzeit studiert, kann somit bis zu 30 Stunden im Semester arbeiten, um die Semestergebühr komplett zu refinanzieren. Darüber hinaus sind alle Studierenden im B.A.- und M.A.-Studiengang zur Abnahme des Semestertickets der BVG verpflichtet. Das Semesterticket kostet etwa 205,20 Euro pro Semester (Stand Sommersemester 2022).

### Studienvoraussetzungen

Voraussetzungen für das baptistische Predigtamt (um 1900)

- Zum Erwerb theologischer Fachkompetenz: Fachhochschul- bzw. Hochschulreife oder Mittlere Reife plus abgeschlossene Berufsausbildung mit mindestens zwei Jahren Berufserfahrung entsprechend § 8 Abs. 3 BbgHG.
- Zum Erwerb von Handlungskompetenz: Ehren- oder hauptamtliche Mitarbeit in einer Ortsgemeinde des BEFG oder einer anderen christlichen Konfession, zu der der Bewerber gehört.
- Zum Erwerb personaler und sozialer Kompetenz: Eine Aufnahmekommission beurteilt aufgrund eines Aufnahmegesprächs, das in der Regel im Rahmen eines Bewerbertreffens stattfindet, ob sie ein erfolgreiches Studium erwartet.

### Wohnen
Der Bund Evangelisch-Freikirchlicher Gemeinden in Deutschland bietet Wohnraum auf dem Campus an. Grundsätzlich gehört es zum Studienkonzept, dass die Studierenden auf dem Campus leben sollen.

## Statistisches

### Entwicklung der Studentenzahlen
| Jahr    | Anzahl der Studierenden | Bemerkungen |
| ------- | ----------------------- | --- |
| 1880    | 07                      | Missions- und Predigerschule |
| WS 1895 | 44                      | Von den 44 Studierenden sind 33 in der sogenannten „1. Klasse“ – die höchste Anfängerzahl in der Geschichte des Theologischen Seminars.                                                                                  |
| 1912    | 72                      | Das Seminargebäude bietet nicht mehr genügend Platz; eine benachbarte Villa wird hinzugemietet. |
| 1916    | 10                      | Die meisten Studierenden sind zum Militär eingezogen. Das Seminar wird im Juli 1916 bis zum Kriegsende geschlossen. |
| 1936    | 26                      | Das alte Seminargebäude muss dem Bau der Reichsautobahn weichen. Ein neues Seminargebäude mit einem Wohnheim für 34 Seminaristen wird in einiger Entfernung von der Autobahn, jedoch auf demselben Grundstück errichtet. |
| 1942    | 06                      | Die überwiegende Zahl der Studenten wurde zur Wehrmacht eingezogen. Das Seminargebäude wird durch Bombardierung schwer beschädigt.                                                                                       |
| 1943    | 18                      | Das Seminargebäude wird durch einen Luftangriff völlig zerstört. Der Lehrbetrieb wird an der Bibelschule Wiedenest im Oberbergischen weitergeführt.                                                                      |
| 1948    | 43                      | Wiederaufnahme des Lehrbetriebes in Hamburg |
| 1952    | 69                      | |
| 1959    | 78                      | In Buckow öffnet das Theologische Seminar des Bundes Evangelisch-Freikirchlicher Gemeinden in der DDR seine Pforten. Drei Seminaristen aus der DDR nehmen dort ihr Studium auf.                                          |
| 1975    | 79                      | Unter den Studierenden sind erstmals zwei Seminaristinnen. |
| 1979    | 55                      | |
| 1991    | 89                      | Das Theologische Seminar Buckow wird nach der Wiedervereinigung der beiden Evangelisch-Freikirchlichen Gemeindebünde geschlossen. Die Buckower Seminaristen wechseln nach Hamburg.                                       |
| 2007    | 89                      | Der Anteil der weiblichen Studierenden liegt im Jahr 2007 bei circa 40 Prozent. |
| 2009    | 99                      | |
| 2010    | 88                      | Bedingt durch den Weggang eines sehr großen Abgangssemesters ist die Studierendenzahl zum Wintersemester 2010/11 auf 88 Studierende gesunken.                                                                            |
| 2012    | 64                      | |
| 2013    | 70                      | |

### Weitere statistische Fakten
- Zwischen 1998 und 2007 wurden etwa 15 Prozent der Bewerber durch die Zulassungskommission abgelehnt.
- Das Betreuungsverhältnis im Bachelorprogramm (Dozent / Studierende) liegt bei 1:5, im Masterprogramm bei 1:3.
- Die Bibliothek umfasst rund 75.000 Bände. Der Buchbestand wächst jährlich um 1.000 bis 5.000 Bücher. Ca. 110 Fachzeitschriften werden bezogen.[19]

## Leitung

Philipp Bickel, erster Leiter des Theologischen Seminars

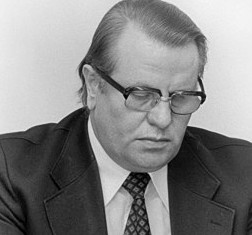
Eduard Schütz

In den ersten Jahrzehnten seines Bestehens lag die verantwortliche Leitung des Theologischen Seminars ausschließlich bei der Seminarabteilung des Bundes der Baptisten, auch Schulkommission genannt. Die Vorsitzenden dieser Abteilung waren:
- 1880–1899: Philipp Bickel
- 1900–1912: Hermann Liebig
- 1912–1924: Bernhard Weerts

Die Seminarabteilung bestand als Bindeglied bis zur Umstrukturierung der kirchenleitenden Gremien des BEFG im Jahr 2002. 1914 wurde das Amt des Seminardirektors für die Leitungsaufgaben vor Ort eingeführt. Inhaber dieses Amtes:
- 1914–1922: Gustav Gieselbusch
- 1922–1945: Carl Neuschäfer
- 1946–1967: Hans Luckey
- 1967–1978: Rudolf Thaut
- 1978–1985: Eduard Schütz
- 1986–2003: Edwin Brandt
- 2003–2006: Stefan Stiegler
- 2006–2014: Volker Spangenberg
- seit 15. Oktober 2014: Michael Kißkalt

## Dozenten (in Auswahl)
Dozenten dieses Seminars und der Hochschule Ewersbach geben gemeinsam eine 1977 begründete theologische Fachzeitschrift heraus: Theologisches Gespräch. Freikirchliche Beiträge zur Theologie.

August Rauschenbusch

### Fächerübergreifend
- Johann Georg Fetzer (1882–1909)
- August Rauschenbusch (1895–1899)

### Altes Testament
- Martin Metzger (1953–1957: Wissenschaftlicher Hilfsarbeiter, 1957–1970: Dozent für Altes Testament; 1970–1974: nebenamtlicher Dozent für Altes Testament)
- Winfried Eisenblätter (1966–1967: Lehrassistenz; 1974–1991: Dozent für Altes Testament)

### Neues Testament
- Carl Neuschäfer (1922–1945), Dozent für Neues Testament
- Johannes Mundhenk (1946–1951), Dozent für die Theologie des Neuen Testaments
- Willi Grün (1951–1965), Dozent für Neues Testament
- Wiard Popkes (1969–2002), Professor für Neues Testament
- André Heinze (2002–2013), Professor für Neues Testament
- Carsten Claußen (seit WS 2014/15), Professor für Neues Testament

### Dogmatik
- Hans Luckey (1900–1976), Dozent für Systematische Theologie
- Eduard Schütz (1928–2001), Dozent für Dogmatik

### Kirchengeschichte
- Johannes Mundhenk (1946–1951)

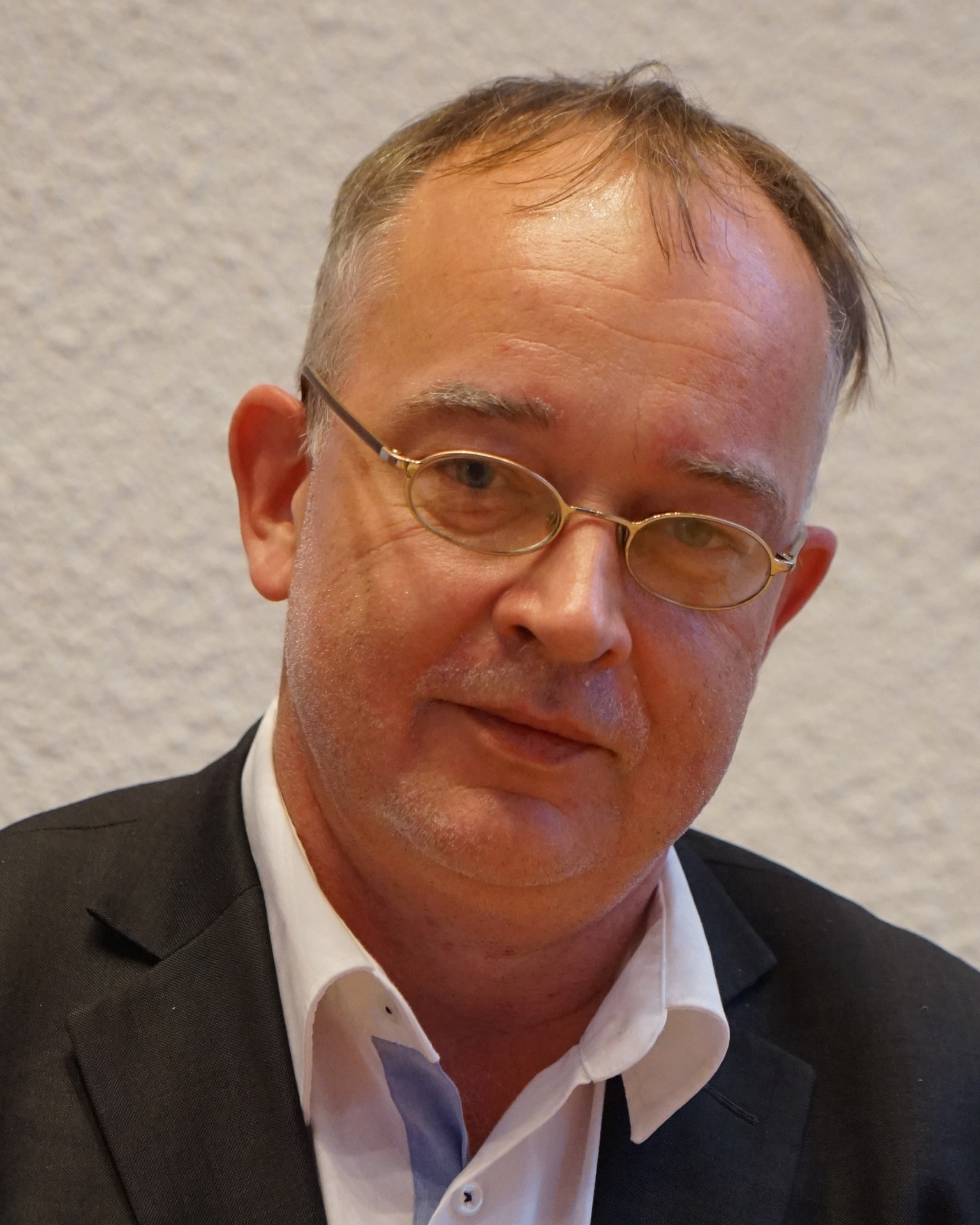
Martin Rothkegel (2021)

- Herbert Stahl (1948–1973), Dozent für Historische Theologie
- Günter Balders (1968: Lehrassistent; 1973–1979; Kirchengeschichte 1989–2007)
- Martin Rothkegel (Kirchenhistoriker, seit WS 2007)

### Praktische Theologie

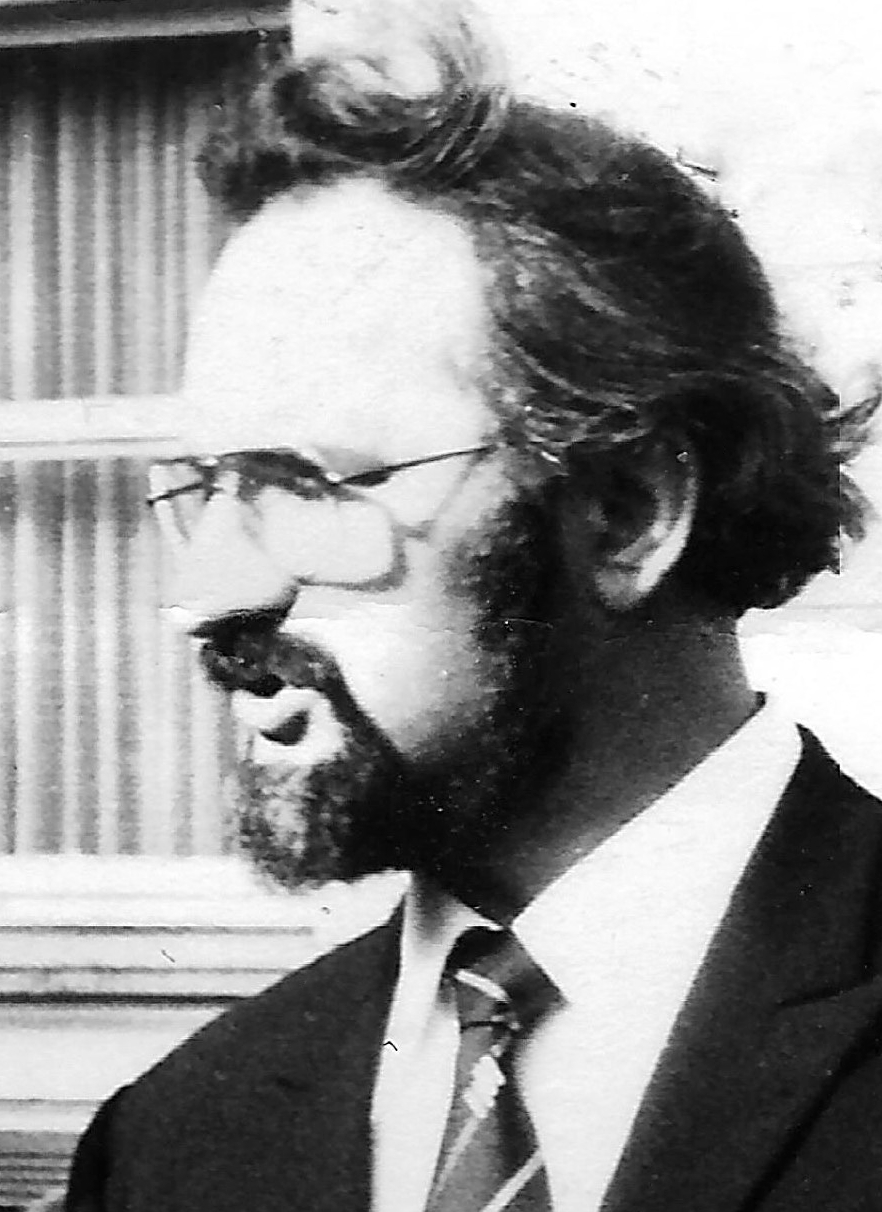
Siegfried Liebschner (1976)

- Joseph Lehmann (nach 1857: Hilfslehrer an der Missionsschule Hamburg; von 1883 bis 1907: Dozent für Homiletik am Predigerseminar der deutschen Baptisten in Hamburg)
- Carl Schneider (1922–1937); Dozent für Praktische Theologie
- Dorothea Nowak (1970–1988), Dozentin für Praktische Theologie
- Siegfried Liebschner (1971–2001), Dozent für Praktische Theologie
- Jörg Swoboda (1981–1991 am Theologischen Seminar Buckow), Dozent für Praktische Theologie
- Eckhard Schaefer (1985–1988), Dozent für Praktische Theologie

## Institut für Diakoniewissenschaft und Sozialtheologie
Am 9. November 2011 wurde innerhalb der Fachhochschule ein Institut für Diakoniewissenschaft und Sozialtheologie (IDuS) feierlich eröffnet. Zu den Aufgaben des Instituts gehören sowohl Forschungsprojekte zum Themenfeld Diakonie im Gesundheitswesen als auch die theologische Reflexion der politischen Gestaltung einer gerechten Gesellschaft. Der Einrichtung, die unter der Leitung von Ralf Dziewas steht, ist auch die Peter-Dienel-Forschungsstelle angeschlossen. Sie wurde nach dem 2006 verstorbenen baptistischen Theologen und Soziologen Peter Dienel benannt. Er gilt als Erfinder des Bürgerbeteiligungsverfahrens Planungszelle. Sein gesamter schriftlicher Nachlass befindet sich als Sondersammlung im Oncken-Archiv, das auf dem Gelände der Elstaler Fachhochschule angesiedelt ist.

## Bekannte ehemalige Studenten
Die nachfolgende Liste ehemaliger Studenten ist alphabetisch sortiert.
- Wilhard Becker (1927–2017), ehemaliger Baptistenpastor, Psychotherapeut und Schriftsteller
- Wilfried Bohlen (1944–2025), ehemaliger Leiter Dienstbereichs Mission im BEFG, 1. Vorsitzender von World Vision Deutschland
- August Broda (1867–1932), Baptistenpastor und Gemeindegründer im nördlichen Ruhrgebiet
- Gerhard Claas (1928–1988), Generalsekretär des Baptistischen Weltbundes
- Regina Claas (* 1955), Generalsekretärin des Bundes Evangelisch-Freikirchlicher Gemeinden
- Albrecht Gralle (* 1949), Baptistenpastor, Afrikamissionar und Schriftsteller
- Helmut Grundmann (1920–2009), Baptistenpastor und von 1967 bis 1984 Generalsekretär der Europäisch-Baptistischen Missionsgesellschaft
- Karl August Hahne (1906–1982), Baptistenpastor bis 1955, evangelischer Kreisberufsschulpfarrer und Gründer sowie Bischof des evangelisch-lutherischen Hochkirchlichen Apostolats St. Ansgar
- Siegfried Kerstan (1928–2017), Baptistenpastor, Generalsekretär des Bundes Evangelisch-Freikirchlicher Gemeinden in Deutschland von 1976–1985
- Walter Klimt (* 1960), Baptistenpastor, seit 2002 Missionssekretär des österreichischen Baptistenbundes, seit 2013 Ratsvorsitzender des interkonfessionellen Zusammenschlusses Freikirchen in Österreich
- Arnold Köster (1896–1960), Pastor und Kritiker des Nationalsozialismus
- Klaus-Dieter Kottnik (* 1952), landeskirchlicher Pastor und von 2006 bis 2010 Präsident des Diakonisches Werkes der EKD
- Andreas Malessa (* 1955), Baptistenpastor, Rundfunkjournalist und Fernsehmoderator
- Herbert Morét (1920–2009), Baptistenpastor und von 1969 bis 1981 Präsident des Bundes Evangelisch-Freikirchlicher Gemeinden in der DDR
- Manfred Otto (1927–2013), Baptistenpastor und Direktor des Bundes Evangelisch-Freikirchlicher Gemeinden 1969–1989
- Hartmut Riemenschneider (* 1958), von 2009 bis 2015 Präsident des Bundes Evangelisch-Freikirchlicher Gemeinden
- Eduard Scheve (1836–1909), Gründerpersönlichkeit des deutschen Baptismus, Begründer der evangelisch-freikirchlichen Diakonie und Außenmission.
- Paul Schmidt (1888–1970), Reichstagsabgeordneter des Christlich-Sozialen Volksdienstes und Direktor des Bundes Evangelisch-Freikirchlicher Gemeinden
- Mekke Willms Swyter (1838–1900), baptistischer Pionier in Nordwestdeutschland, besuchte den Missionskurs von Februar bis September 1865.
- Herbert Sczepan (1927–2004), Baptistenpastor, Evangelist und von 1975 bis 1991 Leiter der Heimatmission des Bundes Evangelisch-Freikirchlicher Gemeinden
- Manfred Sult (1934–2016), Baptistenpastor und von 1981 bis 1991 Präsident des Bundes Evangelisch-Freikirchlicher Gemeinden in der DDR
- Bernhard Weerts (1858–1929), Baptistenpastor und von 1912 bis 1924 Vorsitzender der Schulkommission und damit Leiter des Theologischen Seminars Hamburg-Horn

### Allgemein
- Theologisches Seminar: Festschrift 125 Jahre Theologisches Seminar, Beiheft 6 zum Theologischen Gespräch, Kassel 2005, ISSN 1431-200X
- Edwin Brandt: Eine freikirchliche Alternative. Theologische Ausbildung am Bildungszentrum Elstal. In: Evangelikale Theologie Mitteilungen 6 (2000), H. 1, ISSN 1438-3233[22][23]
- Stefan Duhr: Die Bibliotheken freikirchlicher theologischer Seminare in der SBZ/DDR 1945–1990: dargestellt an den Bibliotheken der Theologischen Seminare in Friedensau bei Magdeburg und Buckow bei Berlin. Magisterarbeit an der Humboldt-Universität zu Berlin, Philosophische Fakultät I, Institut für Bibliotheks- und Informationswissenschaft, 2006f.
- Evangelische Versandbuchhandlung O. Ekelmann (Hrsg.): Die Ernte ist groß – 25 Jahre Theologisches Seminar des Bundes Evangelisch-Freikirchlicher Gemeinden in der DDR. Berlin [Ost] 1983.
- Günter Balders (Hrsg.): Festschrift 100 Jahre Theologisches Seminar 1880–1980. Wuppertal/Kassel 1980, ISBN 3-7893-7874-7.
- Bund Evangelisch-Freikirchlicher Gemeinden (Hrsg.): Festschrift zur Feier des 75jährigen Jubiläums des Predigerseminars der Ev.-Freikirchlichen Gemeinden (Baptisten) in Deutschland. Hamburg-Horn 1955.
- Winfried Gutzeit: Bildungsstätte statt Militär. In: Forum. Das Brandenburger Wirtschaftsmagazin, Jg. 8 (2007), ISSN 1615-7699, H. 11, S. 18.

### Speziell
- Klaus Rösler, Ralf Dziewas: Nöte erkennen und lindern. Neuer Diakonik-Dozent: Eine Gemeinde ohne Diakonie ist nicht glaubwürdig. In: Die Gemeinde. Das Magazin des Bundes Evangelisch-Freikirchlicher Gemeinden, Nr. 19, 2. September 2007, S. 12–13 (ZDB-ID: 1157992-4). Interview mit dem neuen Diakonik-Professor Ralf Dziewas.
- NN, Uwe Swarat: Ökumenische Grundlagenforschung fördern. Uwe Swarat leitet den Deutschen Ökumenischen Studienausschuss. In: Die Gemeinde. Das Magazin des Bundes Evangelisch-Freikirchlicher Gemeinden, Nr. 6/7, 18. März 2007, S. 12–13.